# Sisicottus orites
Sisicottus orites là một loài nhện trong họ Linyphiidae.
Loài này thuộc chi Sisicottus. Sisicottus orites được Ralph Vary Chamberlin miêu tả năm 1919.